# Terebra consobrina
Terebra consobrina é uma espécie de gastrópode do gênero Terebra, pertencente a família Terebridae.

## Descrição
O comprimento da concha varia entre 70 mm e 135 mm.

## Distribuição
Esta espécie é distribuída no Mar Vermelho e no Oceano Índico, ao longo de Madagascar e as Ilhas Maurícia.